# Bam Bahadur Rana
Bam Bahadur Kunwar Rana (1818 – Katmandu, 25 maggio 1857) è stato un politico nepalese, generale e Primo ministro del Nepal dal 1856 al 1857.
Apparteneva alla potente famiglia Rana, che ha tenuto le redini del governo nepalese dal 1846 al 1951. È stato Primo ministro del Nepal in sostituzione del fratello Jang Bahadur.